# Christchurch (Dorset)
Pour les articles homonymes, voir Christchurch (homonymie).
Christchurch [kʁist͡ʃœʁt͡ʃ ]  (en anglais : [ˈkraɪst͡ʃɜːt͡ʃ ]) est une ville et un ancien borough du Dorset sur la côte de la Manche, voisin de Bournemouth à l'ouest et avec la région New Forest à l'est.
Bien que Christchurch soit à l'intérieur des frontières historiques du Hampshire, au moment de la réorganisation du fonctionnement du gouvernement local de 1974 (anglais : Local Government Act 1972), il avait été considéré souhaitable que la totalité de ce qui s'appelle maintenant la conurbation du sud-est du Dorset, qui inclut Bournemouth et Poole, devait faire partie du même comté. Le local government district, qui a le statut de borough, a été constitué par la fusion de la vieille ville de Christchurch avec une partie de zone rurale de Ringwood et de Fordingbridge. Depuis cela, Christchurch fait partie du comté non-métropolitain de Dorset.

## Démographie
La population de Christchurch est estimée en 2017 à 45 267 habitants dont 23 445 femmes (52,8%).

## Histoire
Après 1106, Richard de Reviers, seigneur de Néhou, reçut d'Henri Ier la seigneurie de Sainte-Mère-Église ainsi que le patronage de l'abbaye de Montebourg, et les honneurs de Plympton (Devon), Christchurch et Carisbrooke (île de Wight).

## Héraldique
D'argent au jeté d'hermine de sable à la pairle d'azur surmonté d'un chevron de gueules à deux poisson d'or sur chacune des branches regardant une croix pattée de même.

## Jumelage
La ville de Christchurch est jumelée avec :
- Aalen, Allemagne ;
- Tatabánya, Hongrie ;
- Christchurch, Nouvelle-Zélande ;
- Saint-Lô, France[5] (depuis le 20 avril 1985).

## Personnalités liées à la ville
- Arthur Clinton (1840-1870), politicien anglais membre du Parti libéral, y est né ;
- Donald Finlay (1909-1970), athlète et officier de la Royal Air Force, y est né ;
- Eveline Fischer (1969-), compositrice de musique de jeu vidéo, y est née ;
- Daniel Lloyd (1980-), coureur cycliste professionnel, y est né ;
- Edmund Lyons (1790-1858), 1er baron Lyons, officier de la Royal Navy, nommé amiral et ayant effectué plusieurs missions diplomatiques, y est né.